# Carlton Chambers
Carlton Chambers, född den 27 juni 1975, är en före detta kanadensisk friidrottare som tävlade i kortdistanslöpning.
Chambers ingick tillsammans med Glenroy Gilbert, Bruny Surin och Donovan Bailey i det stafettlag som tävlade i semifinalen vid Olympiska sommarspelen 1996 på 4 x 100 meter. I finalen bytes Chambers ut mot Robert Esmie. Laget vann guld på tiden 37,96 och slog storfavoriterna USA som bara blev tvåa.

## Personliga rekord
- 100 meter - 10,30